# Shigeru
Shigeru ist ein männlicher japanischer Vorname.

## Namensträger
- Shigeru Aburaya (* 1977), japanischer Langstreckenläufer
- Aoki Shigeru (1882–1911), japanischer Maler
- Shigeru Ban (* 1957), japanischer Architekt
- Egami Shigeru (1912–1981), Gründer des Shōtōkai
- Honjō Shigeru (1876–1945), General der Kaiserlich Japanischen Armee
- Shigeru Inoda (1955–2008), japanischer Ophthalmologe und Amateurastronom
- Shigeru Ishiba (* 1957), japanischer Politiker
- Shigeru Kan-no (* 1959), japanischer Dirigent und Komponist
- Shigeru Kasahara (1933–1990), japanischer Ringer
- Kayano Shigeru (1926–2006), erster Vertreter der Ainu im japanischen Oberhaus
- Shigeru Minomura (1923–2000), japanischer Chemiker und Physiker
- Shigeru Miyamoto (* 1952), einer der Leiter und Hauptmanager der japanischen Videospielefirma Nintendo
- Shigeru Mizuki (1922–2015), japanischer Manga-Zeichner
- Shigeru Oda (* 1924), japanischer Jurist
- Okada Shigeru (1924–2011), japanischer Filmproduzent
- Ōyama Shigeru (1936–2016), japanischer Budō-Experte
- Shigeru Sō (* 1953), japanischer Marathonläufer
- Tonomura Shigeru (1902–1961), japanischer Schriftsteller
- Shigeru Umebayashi (* 1951), japanischer Filmkomponist
- Yoshida Shigeru (1878–1967), japanischer Premierminister

## Namensträgerin
- Shigeru Muroi (* 1958 oder 1960), japanische Schauspielerin